# Егоров, Анатолий Иванович (футболист, 1948)
Анатолий Иванович Егоров (10.12.1948, Ленинград, СССР) — советский футболист, полузащитник.
Воспитанник «Трудовых резервов» (Ленинград). Первая команда мастеров — ленинградское «Динамо», за которое в 1967—1970 годах провёл во второй по силе лиге первенства СССР 93 матча, забил 12 голов. В 1971—1972 годах играл также в первой лиге за одесский «Черноморец» — 37 матчей, 2 гола. Сезон-1973 провёл в ленинградском «Зените». Единственный матч в высшей лиге сыграл 13 июня — в домашней встрече против «Динамо» Москва был заменён после первого тайма. Следующий сезон провёл вновь в ленинградском «Динамо», в 1975 году играл в составе «Трактора» Павлодар.